# Suuriku pank
Suuriku pank är ett stup i Estland.   Det ligger i landskapet Saaremaa (Ösel), i den västra delen av landet, 190 km sydväst om huvudstaden Tallinn.
Terrängen runt Suuriku pank är mycket platt. Havet är nära Suuriku pank åt nordost.  Närmaste större samhälle är Kihelkonna, 16,7 km söder om Suuriku pank. I omgivningarna runt Suuriku pank växer i huvudsak barrskog.